# Saint-Hilaire-sous-Charlieu
Saint-Hilaire-sous-Charlieu é uma comuna francesa na região administrativa de Auvérnia-Ródano-Alpes, no departamento de Loire. Estende-se por uma área de 13,51 km². Em 2010 a comuna tinha 535 habitantes (densidade: 39,6 hab./km²).